# Kreatynina
Kreatynina (z gr. kreas, czyli mięso) – organiczny związek chemiczny, pochodna (bezwodnik) kreatyny występująca we krwi i moczu, produkt metabolizmu.
Kreatynina jest wydalana z organizmu przez nerki z moczem, stanowiąc oprócz mocznika jeden z głównych związków azotowych. Powstaje w organizmie w wyniku nieenzymatycznego rozpadu fosforanu kreatyny. Ilość wydalanej w ciągu doby kreatyniny zależy od masy mięśni i jest charakterystyczna dla danego organizmu. Średnio z moczem w ciągu doby wydala się od 14 do 26 mg tego związku na kilogram masy ciała.
W diagnostyce kreatynina jest jednym z markerów biochemicznych pozwalających monitorować stan nerek. Wzrost poziomu kreatyniny zwykle towarzyszy upośledzonej filtracji kłębuszkowej; jest on stale podwyższony w przewlekłej chorobie nerek.